# بکسهوفده
بکسهوفده (به آلمانی: Bexhövede) یک منطقهٔ مسکونی در آلمان است که در لوکسشتدت واقع شده‌است.